# San Gabriel las Palmas
San Gabriel las Palmas es una localidad del estado mexicano de Morelos. Es parte del municipio de Amacuzac.

## Toponimia
El nombre «San Gabriel» hace referencia al santo patrono de la localidad: Gabriel Arcángel.

## Demografía
| Gráfica de evolución demográfica |
|                                  |

| Censo | Población |
| ----- | --------- |
| 1900  | 1241      |
| 1910  | 983       |
| 1921  | 398       |
| 1930  | 462       |
| 1940  | 417       |
| 1950  | 582       |
| 1960  | 753       |
| 1970  | 1109      |
| 1980  | 1465      |
| 1990  | 2256      |
| 2000  | 2712      |
| 2010  | 3005      |
| 2020  | 2955      |